# 拾ヶ堰
拾ヶ堰（じっかせぎ）は、安曇野を流れる灌漑用に作られた用水路（堰）である。正式名称は、拾ヶ村組合堰。この堰は、奈良井川（松本市島内）から取水し、梓川を横断し、更に大屈曲しながら、烏川（安曇野市穂高）に至る約15kmの用水路で、安曇野における最も大規模な用水路である。疏水百選にも選ばれている。
安曇野は、扇状地であるため地下に水がしみ込んでしまう乏水地域である。そのため古くから農業用水に恵まれず、柏原村、吉野村の庄屋などが拾ヶ堰の開削を計画したものである。
2016年（平成28年）、国際かんがい排水委員会のかんがい施設遺産に登録された。

## 由来
江戸時代の信濃国安曇郡成相組成相町村・成相新田町村、長尾組上堀金村・下堀金村、保高組吉野村・柏原村・矢原村・保高村・保高町村・等々力町村の10ヶ村を灌漑する組合堰である。後に、長尾組中堀新田村も加入し、11ヶ村となる。

## 歴史
- 1790年（寛政2年）頃 - 等々力孫一郎が烏川扇状地への灌漑用水の開削の計画を始める。
- 1799年（寛政11年） - 中島輪兵衛が同様の計画を始める。
- 1806年（文化3年） - 2月、讃岐の金刀比羅宮（航海安全の神であり水の神）を参詣し祈願する。
- 1812年（文化9年） - 金比羅大権現を輪兵衛宅隣に勧請し社を建立。12月に岡村勘兵衛、白沢民右衛門などが計画に加わる。
- 1814年（文化11年） - 5月に工事の絵図面その他見積願書を松本藩に差し出す（堰幅約5間、深さ約4尺、潰れ地の田畑の補償約60石）。同年末に堰筋に杭打ちがされる。
- 1816年（文化13年） - 2月11日工事着手。5月11日に竣工。7月3日に完全に通水をみる。
- 1817年（文化14年） - 拾ヶ堰が開削される。
- 1849年（嘉永2年） - 拾ヶ堰通船が開通。

## 開削功労者
計画・測量・設計
中島輪兵衛（1752年-1831年、柏原村元庄屋）
平倉六郎右衛門 （1759年-1841年、下堀金村作世話役兼堰廻役）
実務担当・協力
等々力孫一郎（1761年-1831年、保高組大庄屋（孫右衛門の養子）） - 総務として全体の指揮を担当。
岡村勘兵衛（1778年-1868年、吉野村庄屋） - 人夫出役担当。
白澤民右衛門（1749年-1832年、等々力町村庄屋） - 会計担当。
関与一右衛門（柏原村庄屋）
大町組を除く安曇郡全域から工事人足が動員された。
- 保高組：1万6689人
- 長尾組：2万788人
- 成相組：1万5675人
- 上野組：4602人
- 松川組：3801人
- 池田組：5597人

## 主な灌漑地域
穂高本郷・柏原全域・上堀・下堀

## 拾ヶ堰通船
1849年（嘉永2年）に松本から柏原村まで拾ヶ堰の通船が開通。船主は、柏原村の利兵衛・等々力孫右衛門の2人であった。米穀や酒を松本まで運び、帰りには日用品などを船積にした。

## 特徴
- 拾ヶ堰は標高570mの等高線に沿って流れる横堰（よこせぎ）である。奈良井川の取水口から終点の烏川までの傾斜は約0.3パーミルで標高差はわずか約5m。水がゆっくりと流れるのが横堰の特徴で、押水（おしみず）という。
- 灌漑面積、約1000ha。
- 同じ標高を通すため、水準器（開発当時は、木製の素朴なものであった）による測量で開削された。
- 過去には拾ヶ堰に架かる橋の欄干にある銘板を見ると「十ヶ堰」と書かれているところや「拾箇堰」、「十箇堰」などと表記する場合もあったが、いずれも橋の改修により名板が「拾ヶ堰橋」に書き換えられており、結果的に同じ用水路に同じ名前の橋が複数生じることとなった。

改修された際に全て拾ヶ堰橋に書き換えられている。
- 18世紀から19世紀初めの信濃では概ね人口が停滞したが、拾ヶ堰などの諸堰の開削が奏功した安曇野では人口増加が続いた。
- 逆サイフォンにより、ラーラ松本付近で梓川の下を潜っている。昔は梓川を横堀で横断していたが、悪天候などで度々流されることもあった。大正時代、サイフォンが梓川に埋められ、現在のサイフォンが整備されたのは平成のことである。

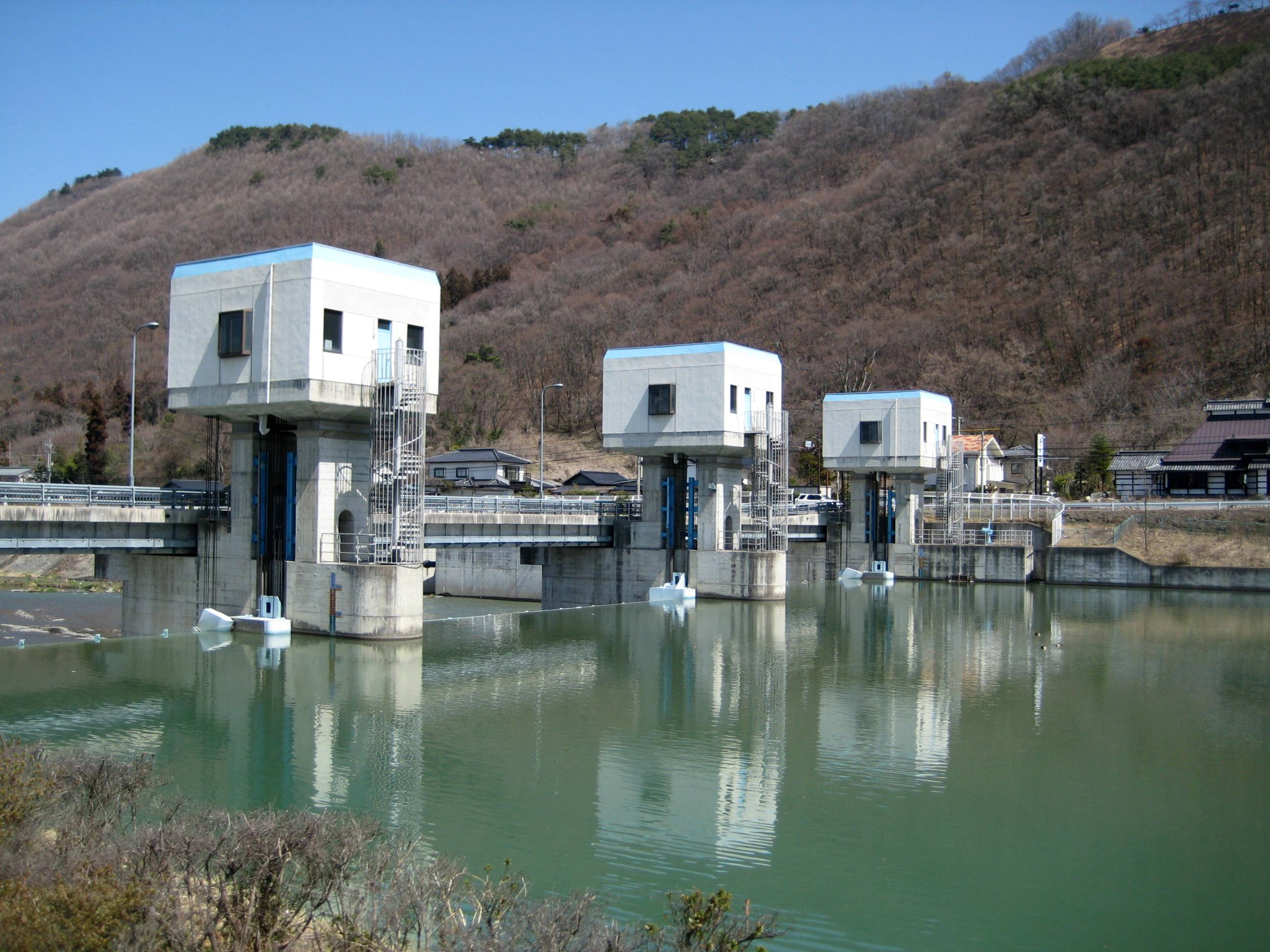
拾ヶ堰頭首工（奈良井川）
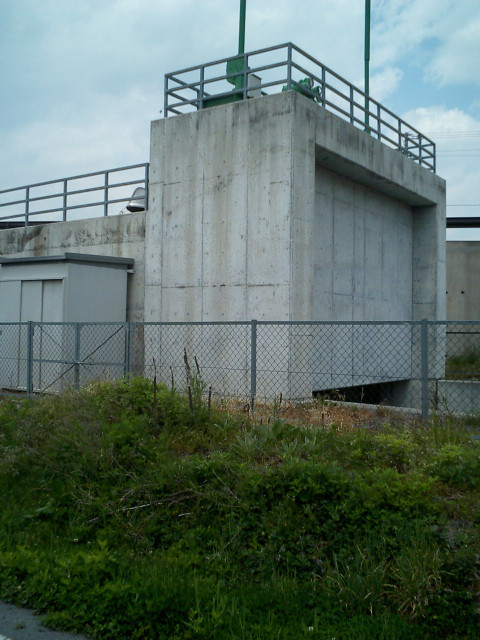
拾ヶ堰 サイフォン入口 松本市側（2005年5月15日撮影）
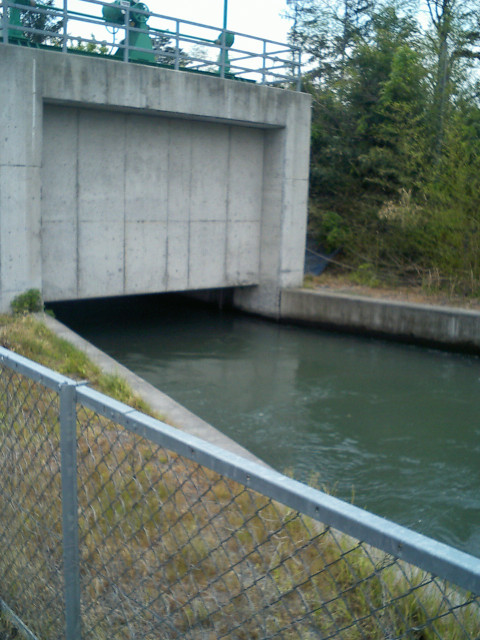
拾ヶ堰 サイフォン出口 安曇野市側（2005年5月15日撮影）
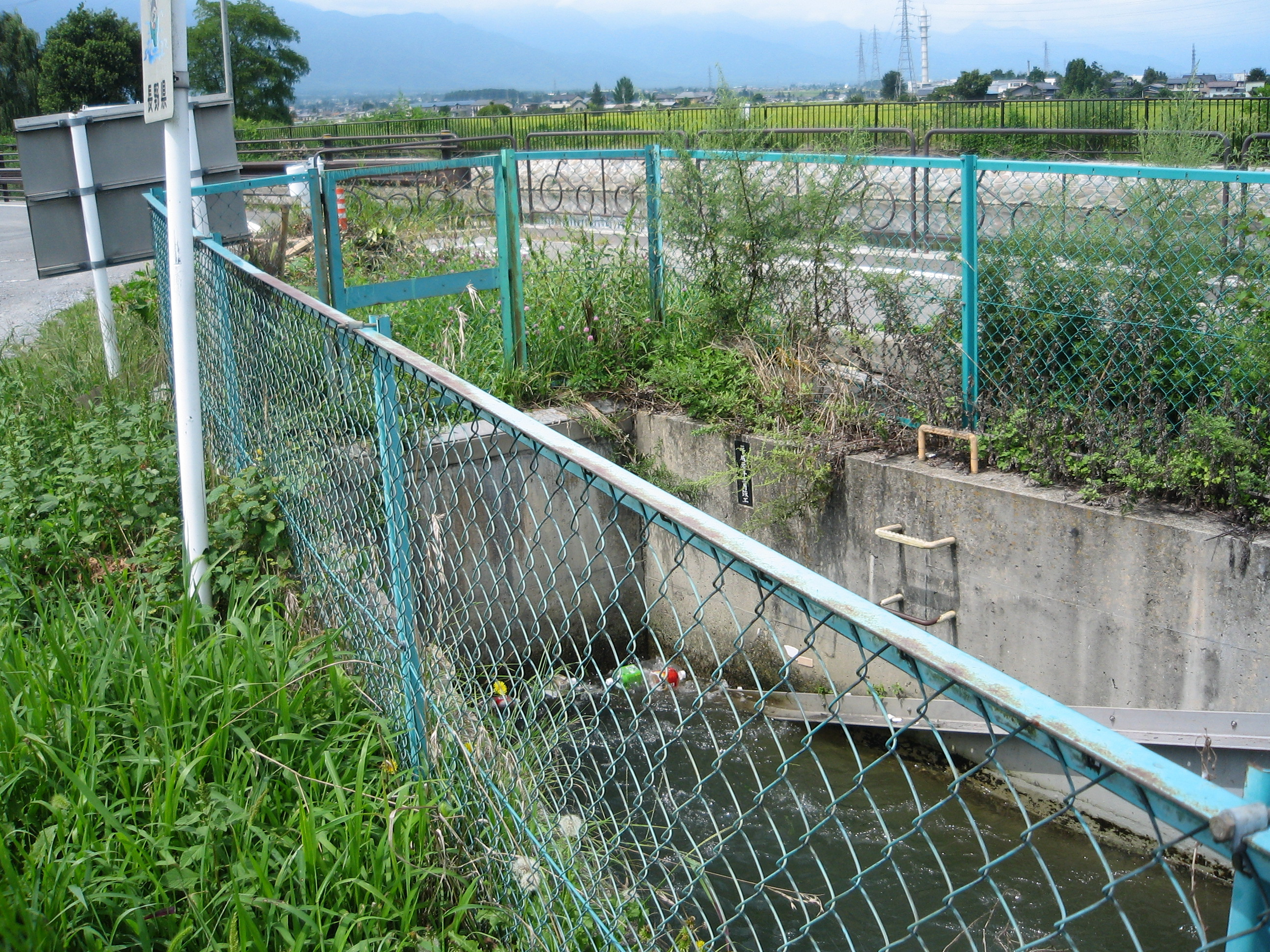
勘左衛門堰 拾ヶ堰通水口 手前:勘左衛門堰 奥:拾ヶ堰（2008年8月撮影）
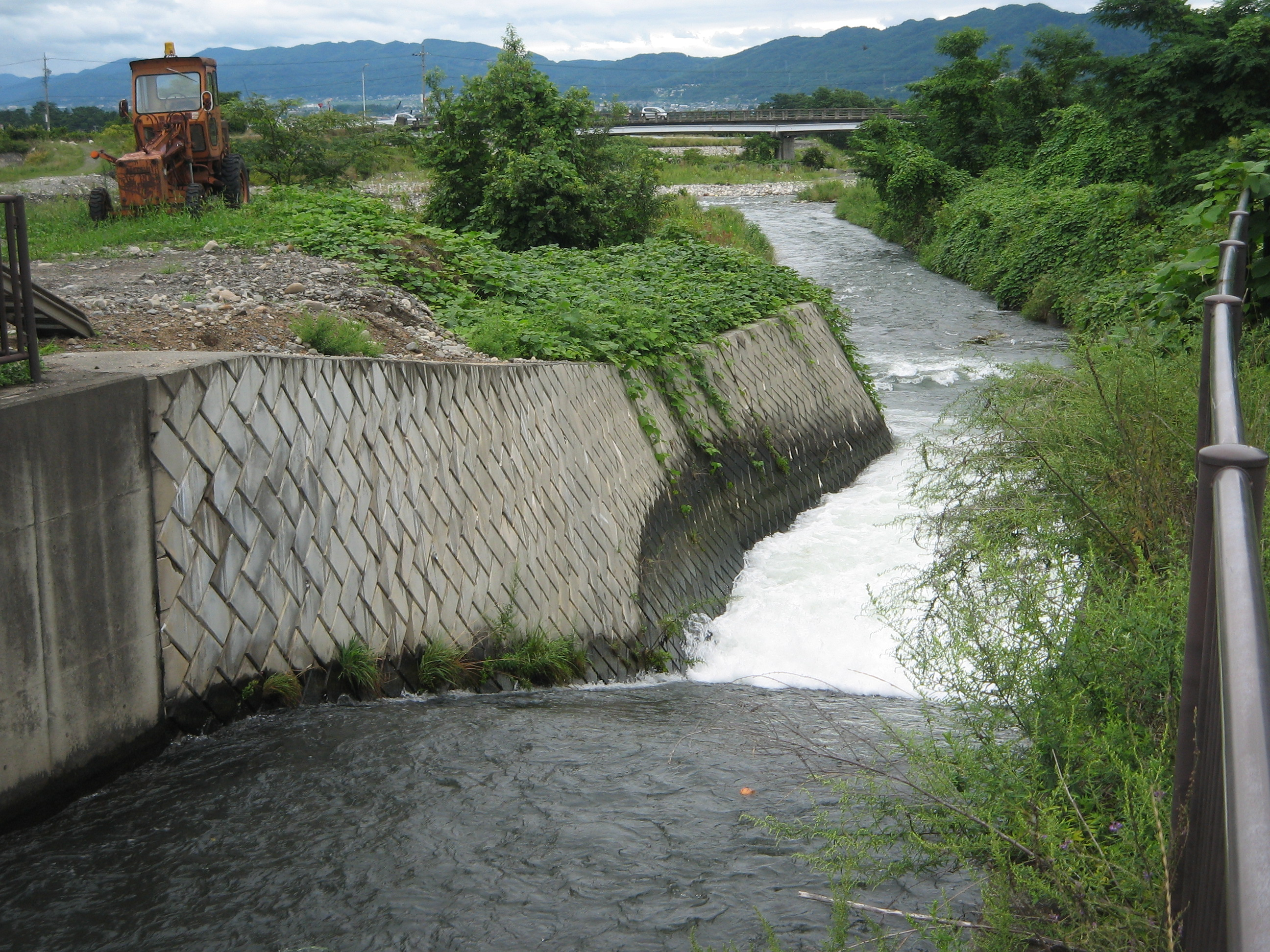
拾ヶ堰 放流口 安曇野市穂高自動車学校付近（2008年8月撮影）

## 記念碑
拾ヶ堰に関する記念碑は2つある。1つは、国道147号と交差する地点。もう1つは松本市島内犬飼新田の地である。

## 川沿の自治体
- 松本市
- 安曇野市